# Debra Flintoff-King
Debra Lee Flintoff-King (Melbourne, 20 de abril de 1960) es una atleta australiana especialista en los 400 metros vallas que fue campeona olímpica en los Juegos de Seúl 1988.
Debbie Flintoff se dio a conocer ganando el oro de los 400 m vallas en los Juegos de la Mancomunidad de Brisbane 1982, celebrados en su propio país.
Participó en los Juegos Olímpicos de Los Ángeles 1984, donde finalizó en 6.ª posición con una marca discreta de 56.21 segundos. Era la primera vez que se celebraban los 400 m vallas femeninos en unos Juegos, y la prueba fue ganada de forma sorprendente por la marroquí Nawal El Moutawakel.
Uno de sus grandes éxitos fue en los Juegos de la Mancomunidad de Edimburgo en 1986, cuando logró dos medallas de oro en 400 m lisos y 400 m vallas, un raro doblete que ninguna mujer había conseguido en una competición de tanta importancia. Además logró una tercera medalla, de bronce. con el equipo australiano de relevos 4 x 400 metros.
También en 1986 se casó con su entrenador Phil King.
Al año siguiente lograba la medalla de plata de los 400 m vallas en los Campeonatos Mundiales de Atletismo de Roma 1987, solo por detrás de la alemana oriental Sabine Busch.
El mayor éxito de su vida llegaría en 1988 cuando ganó la medalla de oro en los Juegos Olímpicos de Seúl con 53.17, un nuevo récord olímpico y la mejor marca mundial del año. La carrera tuvo un final muy emocionante, pues a falta de solo dos vallas Debbie iba en 4.ª posición, y en una remontada espectacular fue superando rivales hasta llegar a la meta emparejada con la soviética Tatyana Ledovskaya. Fue necesaria la foto finish para determinar la ganadora, Debbie Flintoff-King, con una sola centésima de ventaja sobre Ledovskaya.
Tras los Juegos Debbie no volvería a obtener grandes logros, exceptuando dos medallas de plata (en 400 m vallas y relevos 4 x 400 m) en los Juegos de la Mancomunidad de Auckland 1990, año en que se retiró de las pistas.

## Marcas personales
- 400 metros lisos - 50.78 s (Londres, 11-07-1986)
- 400 metros vallas - 53.17 s (Seúl, 28-09-1988)

- Datos: Q262433